# Dent de Brenleire
La Dent de Brenleire (2.353 m s.l.m.) è una montagna delle Prealpi di Vaud e Friburgo nelle Prealpi Svizzere.

## Descrizione
Si trova nel canton Friburgo.